# 新町 (国分寺市)
新町（しんまち）は、東京都国分寺市の町名。現行行政地名は新町一丁目から新町三丁目。郵便番号は185-0004。

## 地理
国分寺市の北部に位置し、北は並木町、南東は戸倉、南西は富士本、西は立川市若葉町に隣接する。町内は閑静な住宅街である。

### 地価
住宅地の地価は2013年（平成25年）7月1日に公表された東京都の地価調査によれば新町二丁目4番28の地点で20万2000円/m2となっている。

## 世帯数と人口
2017年（平成29年）12月1日現在の世帯数と人口は以下の通りである。
| 丁目       | 世帯数    | 人口    |
| ---------- | --------- | ------- |
| 新町一丁目 | 393世帯   | 1,038人 |
| 新町二丁目 | 510世帯   | 1,128人 |
| 新町三丁目 | 483世帯   | 1,268人 |
| 計         | 1,386世帯 | 3,434人 |

## 小・中学校の学区
市立小・中学校に通う場合、学区は以下の通りとなる。
| 丁目       | 番地                                                        | 小学校               | 中学校               | 備考                                                                 |
| ---------- | ----------------------------------------------------------- | -------------------- | -------------------- | -------------------------------------------------------------------- |
| 新町一丁目 | 全域                                                        | 国分寺市立第六小学校 | 国分寺市立第五中学校 |                                                                      |
| 新町二丁目 | 2〜5番地 15番地の1〜3、26〜28 15番地の33〜34、38 17〜19番地 | 国分寺市立第六小学校 | 国分寺市立第五中学校 |                                                                      |
| 新町二丁目 | その他                                                      | 国分寺市立第十小学校 | 国分寺市立第五中学校 | 以下の学校と選択可能。 ・国分寺市立第六小学校                        |
| 新町三丁目 | 全域                                                        | 国分寺市立第二小学校 | 国分寺市立第五中学校 | 以下の学校と選択可能。 ・国分寺市立第六小学校 ・国分寺市立第三中学校 |

## 施設
- しんまち保育園
- ももの木保育園
- 東京都立国分寺高等学校